# Perusia sticta
Perusia sticta là một loài bướm đêm trong họ Geometridae.